# Jake Livermore
Jake Cyril Livermore (* 14. November 1989 in Enfield, London) ist ein englischer Fußballspieler, der seit 2023 beim FC Watford spielt.

## Karriere

### Verein
Jake Livermore wurde in Enfield, London geboren und wurde ab der Saison 2006/07 fest in die Jugendakademie von Tottenham Hotspur aufgenommen, nachdem er bereits in der Saison 2005/06 als Schüler mehrere Partien für die U-18 des Klubs bestritten hatte. Im November 2007, wenige Tage nach seinem 17. Geburtstag, erhielt Livermore seinen ersten Profivertrag, spielte aber zunächst weiterhin für die Jugend- und Reservemannschaft. Am 29. Februar 2008 wurde er für einen Monat in die Football League Two an die Milton Keynes Dons verliehen und bestritt in diesem Monat fünf Ligaspiele für die von Paul Ince betreute Mannschaft. Zur Saison 2007/08 sollte Livermore für ein halbes Jahr an Crewe Alexandra verliehen werden, er brach sich allerdings noch vor seinem ersten Pflichtspiel für Crewe in einem Freundschaftsspiel gegen den FC Wrexham in einem Zweikampf mit Kyle Critchell das Wadenbein und kehrte zur Behandlung nach Tottenham zurück.
Am 24. Juli 2009 unterzeichnete er einen neuen Zweijahresvertrag bei den „Spurs“ und erzielte noch am selben Tag den Treffer beim 1:1-Unentschieden gegen den FC Barcelona beim Wembley Cup. Im August 2009 wechselte er auf Leihbasis zum Zweitligisten Derby County. Sein erstes Tor erzielte er am 29. August bei der 2:3-Auswärtsniederlage gegen Nottingham Forest. Der ursprünglich auf einen Monat begrenzte Leihaufenthalt wurde kurze Zeit später bis zum Jahresende verlängert, Livermores Leistungen waren aber oftmals, auch bedingt durch viele verletzungsbedingte Änderungen in der Startelf, inkonstant.
Am 8. Januar 2010 wurde er bis zum Ende der Saison 2009/10 an Derbys Ligakonkurrent Peterborough United ausgeliehen. Nach neun Einsätzen und einem Tor wurde er am 2. März von den „Spurs“ zurückbeordert, die zu diesem Zeitpunkt große Verletzungsprobleme hatten. Am 20. März kam er zu seinem Premier-League-Debüt, als er in der Nachspielzeit gegen Stoke City für Niko Kranjčar eingewechselt wurde. Am 23. September 2010 wurde er bis Januar 2011 an Ipswich Town ein weiteres Mal in die zweithöchste Spielklasse verliehen. Im März 2011 kam seine nächste Leihfrist, dieses Mal zu Leeds United, denen er in den letzten acht Ligaspielen helfen sollte, den Aufstieg in die Premier League zu schaffen. Livermore stand in den folgenden Wochen in vier Partien für Leeds in der Startelf, die Mannschaft blieb dabei aber sieglos und verpasst die Aufstiegs-Play-offs.
Zur Saison 2011/12 stand er erstmals fest im Profikader der Tottenham Hotspur. Am 18. August absolvierte er im Rahmen der UEFA-Europa-League-Playoffs sein erstes internationales Spiel gegen den schottischen Vertreter Heart of Midlothian. Beim 5:0-Hinspielsieg erzielte Livermore das 3:0. Am 9. Dezember 2011 wurde sein Vertrag bis zum 30. Juni 2016 verlängert.
Zur Saison 2013/14 wechselte Livermore auf Leihbasis zu Hull City. Nach einem auf Kokain positiven Dopingtest wurde er von der FA und seinem Klub von Mai bis September 2015 gesperrt.
Im Januar 2017 wechselte Livermore zu West Bromwich Albion. Mit West Brom pendelte er in den folgenden Jahren zwischen der Premier League und der EFL Championship. In sechseinhalb Jahren absolvierte er 216 Pflichtspiele.
Ende Juli 2023 wechselte er ligaintern zum FC Watford.

### Nationalmannschaft
Am 15. August 2012 kam Livermore zu seinem A-Länderspieldebüt, als er im Freundschaftsspiel gegen die italienische Fußballnationalmannschaft (2:1) in der 69. Minute für Frank Lampard eingewechselt wurde. Sein zweites Länderspiel absolvierte er erst am 22. März 2017 gegen Deutschland, als er in der Startaufstellung stand und in der 83. Minute ausgewechselt wurde.